# Vitas Gerulaitis
Vytautas Kevin "Vitas" Gerulaitis (født 26. juli 1954 i Brooklyn, New York, USA, død 17. september 1994 i Southampton, New York, USA) er en tennisspiller fra USA. Han var en af verdens bedste mandlige tennisspillere i 1970'erne og vandt i løbet af sin karriere én grand slam-titel: Australian Open i december 1977. Han var endvidere i to grand slam-finaler: US Open 1979 og French Open 1980.
Vitas Gerulaitis var endvidere en del af det amerikanske hold, der vandt Davis Cup i 1979.
Hans bedste placering på ATP's verdensrangliste var som nr. 3 den 27. februar 1978.